# Atletica leggera ai XII Giochi panafricani
Le competizioni di atletica leggera ai XII Giochi panafricani si sono svolte dal 26 al 30 agosto 2019 allo Stadio Moulay Abdallah di Rabat, in Marocco.

## Nazionali partecipanti
Tra parentesi è indicato il numero di atleti..
- Sudafrica (37)
- Algeria (12)
- Angola (3)
- Benin (4)
- Botswana (24)
- Burkina Faso (18)
- Burundi (10)
- Camerun (14)
- Capo Verde (5)
- Costa d'Avorio (15)
- Gibuti (10)
- Egitto (29)
- Eritrea (18)
- Etiopia (44)
- Gabon (2)
- Gambia (9)
- Ghana (16)
- Guinea (3)
- Guinea Equatoriale (6)
- Guinea-Bissau (1)
- Kenya (68)
- Lesotho (8)
- Liberia (1)
- Libia (3)
- Madagascar (4)
- Malawi (7)
- Mali (12)
- Marocco (48)
- Mauritius (14)
- Mauritania (1)
- Mozambico (2)
- Namibia (17)
- Niger (3)
- Nigeria (51)
- Uganda (27)
- Rep. Centrafricana (2)
- RD del Congo (8)
- Rep. del Congo (10)
- Ruanda (2)
- São Tomé e Príncipe (5)
- Senegal (13)
- Seychelles (8)
- Sierra Leone (10)
- Somalia (2)
- Sudan (4)
- Sudan del Sud (10)
- eSwatini (3)
- Tanzania (7)
- Ciad (6)
- Togo (6)
- Tunisia (17)
- Zambia (8)
- Zimbabwe (17)

## Risultati

### Uomini
| Specialità | Oro                                                                          | Prestazione | Argento | Prestazione | Bronzo                                                                                         | Prestazione |
| Corse piane |                                                                              |             | |             |                                                                                                |             |
| 100 m (dettagli) (vento: +1,6 m/s) | Raymond Ekevwo                                                               | 9"96        | Arthur Cissé                                                                                                   | 9"97        | Usheoritse Itsekiri                                                                            | 10"02       |
| 200 m (dettagli) (Vento: -0,8 m/s) | Sydney Siame                                                                 | 20"35       | Divine Oduduru                                                                                                 | 20"54       | Anaso Jobodwana                                                                                | 20"56       |
| 400 m (dettagli) | Leungo Scotch                                                                | 45"27       | Thapelo Phora                                                                                                  | 45"59       | Chidi Okezie                                                                                   | 45"61       |
| 800 m (dettagli) | Abdessalem Ayouni                                                            | 1'45"17     | Cornelius Tuwei                                                                                                | 1'45"41     | Oussama Nabil                                                                                  | 1'45"42     |
| 1500 m (dettagli) | George Manangoi                                                              | 3'38"27     | Ayanleh Souleiman                                                                                              | 3'38"44     | Charles Simotwo                                                                                | 3'38"51     |
| 5000 m (dettagli) | Robert Kiprop                                                                | 13'30"96    | Edward Zakayo                                                                                                  | 13'31"40    | Richard Yator                                                                                  | 13'31"41    |
| 10000 m (dettagli) | Berehanu Tsegu                                                               | 27'56"81    | Aron Kifle | 27'57"79    | Jemal Yimer                                                                                    | 27'59"02    |
| Corse a ostacoli |                                                                              |             | |             |                                                                                                |             |
| 110 m ostacoli (dettagli) (Vento: +0,4 m/s) | Amine Bouanani                                                               | 13"60       | Oyeniyi Abejoye                                                                                                | 13"90       | Louis François Mendy                                                                           | 14"05       |
| 400 m ostacoli (dettagli) | Abdelmalik Lahoulou                                                          | 49"08       | Bienvenu Sawadogo                                                                                              | 49"25       | Mohamed Amine Touati                                                                           | 49"29       |
| 3000 m siepi (dettagli) | Benjamin Kigen                                                               | 8'12"39     | Getnet Wale Bayabl                                                                                             | 8'14"06     | Soufiane El Bakkali                                                                            | 8'19"45     |
| Staffette |                                                                              |             | |             |                                                                                                |             |
| 4×100 m (dettagli) | Ghana Sean Safo-Antwi Benjamin Azamati-Kwaku Martin Owusu-Antwi Joseph Amoah | 38"30       | Nigeria Raymond Ekevwo Divine Oduduru Emmanuel Arowolo Usheoritse Itsekiri Ogho-Oghene Egwero Adeseye Ogunlewe | 38"59       | Sudafrica Henricho Bruintjies Anaso Jobodwana Thando Dlodlo Chederick van Wyk Derrick Mokaleng | 38.80       |
| 4×400 m (dettagli) | Botswana Zibani Ngozi Ditiro Nzamani Onkabetse Nkobolo Leungo Scotch         | 3'02"55     | Sudafrica Gardeo Isaacs Ranti Dikgale Thapelo Phora Derrick Mokaleng                                           | 3'03"18     | Nigeria Shedrack Akpeki Samson Oghenewegba Nathaniel Ifeanyi Emmanuel Ojeli Chidi Okezie       | 3'03"42     |
| Prove su strada |                                                                              |             | |             |                                                                                                |             |
| Mezza maratona (dettagli) | Titus Ekiru                                                                  | 1 h 01'42"  | Mohamed Reda el-Aaraby                                                                                         | 1 h 02'44 s | Hamza Sahili                                                                                   | 1 h 02'45 s |
| Marcia 20 km (dettagli) | Samuel Gathimba                                                              | 1 h 22'48"  | Yohanis Algaw                                                                                                  | 1 h 22'50 s | Wayne Snyman                                                                                   | 1 h 23'38 s |
| Salti |                                                                              |             | |             |                                                                                                |             |
| Salto in alto (dettagli) | Mpho Links                                                                   | 2,20 m      | Mathew Sawe | 2,15 m      | Breyton Poole                                                                                  | 2,15 m      |
| Salto con l'asta (dettagli) | Hichem Cherabi                                                               | 5,00 m      | Mejdi Chehata                                                                                                  | 4,70 m      | Larbi Bourrada                                                                                 | 4,70 m      |
| Salto in lungo (dettagli) | Yasser Triki                                                                 | 8.01 m      | Marouane Kacimi                                                                                                | 7.79 m (w)  | Romeo N'tia                                                                                    | 7.72 m      |
| Salto triplo (dettagli) | Hugues Fabrice Zango                                                         | 16,88 m     | Yasser Triki                                                                                                   | 16,71 m     | Jonathan Drack                                                                                 | 16,53 m     |
| Lanci |                                                                              |             | |             |                                                                                                |             |
| Getto del peso (dettagli) | Chukwuebuka Enekwechi                                                        | 21,48 m     | Mohamed Magdi Hamza                                                                                            | 20,85 m     | Mostafa Amr Hassan                                                                             | 20,74 m     |
| Lancio del disco (dettagli) | Shehab Ahmed                                                                 | 59,29 m     | Ayomidotun Kelvin Ogundeji                                                                                     | 57,82 m     | Elbachir Mbarki                                                                                | 56,92 m     |
| Lancio del martello (dettagli) | Mostafa Hicham al-Gamal                                                      | 72,50 m     | Alaa el-Din el-Ashry                                                                                           | 72,04 m     | Islam Mohamed                                                                                  | 71,36 m     |
| Lancio del giavellotto (dettagli) | Julius Yego                                                                  | 87.73 m     | Alex Kiprotich                                                                                                 | 77.50 m     | Nnamdi Chinecherem                                                                             | 73.24 m     |
| Prove multiple |                                                                              |             | |             |                                                                                                |             |
| Decathlon (dettagli) | Larbi Bourrada                                                               | 7319 p.     | Moustafa Ramadan                                                                                               | 7099 p.     | Marouane Kacimi                                                                                | 6607 p.     |
| record mondiale; record mondiale stagionale; record africano; record dei Giochi; record nazionale; record personale; record personale stagionale. |                                                                              |             | |             |                                                                                                |             |

### Donne
| Specialità | Oro                                                                               | Prestazione | Argento                                                                   | Prestazione | Bronzo                                                                  | Prestazione |
| Corse piane |                                                                                   |             |                                                                           |             |                                                                         |             |
| 100 m (dettagli) (vento: -1,2 m/s) | Marie-Josée Ta Lou                                                                | 11"09       | Gina Bass                                                                 | 11"13       | Basant Hemida                                                           | 11"31       |
| 200 m (dettagli) (vento: +1,8 m/s) | Gina Bass                                                                         | 22"58       | Basant Hemida                                                             | 22"89       | Marie-Josée Ta Lou                                                      | 23"00       |
| 400 m (dettagli) | Galefele Moroko                                                                   | 51"30       | Favour Ofili                                                              | 51"68       | Grace Obour                                                             | 51"86       |
| 800 m (dettagli) | Hirut Meshesha                                                                    | 2'03"16     | Rababe Arafi                                                              | 2'03"20     | Halimah Nakaayi                                                         | 2'03"55     |
| 1500 m (dettagli) | Quailyne Jebiwott Kiprop                                                          | 4'19"33     | Mary Kuria                                                                | 4'20"19     | Lemlem Hailu                                                            | 4'20"60     |
| 5000 m (dettagli) | Lilian Kasait Rengeruk                                                            | 15'33"63    | Hawi Feysa                                                                | 15'33"99    | Alemitu Tariku                                                          | 15'37"15    |
| 10000 m (dettagli) | Tsehay Gemechu                                                                    | 31'56"92    | Zeineba Yimer                                                             | 31'57"95    | Dera Dida                                                               | 31'58"78    |
| Corse a ostacoli |                                                                                   |             |                                                                           |             |                                                                         |             |
| 100 m ostacoli (dettagli) (vento: -0,6 m/s) | Tobi Amusan                                                                       | 12"68       | Marthe Koala                                                              | 13"20       | Taylon Bieldt                                                           | 13"40       |
| 400 m ostacoli (dettagli) | Vanice Nyagisera                                                                  | 56"95       | Lamia Lhabz                                                               | 56"97       | Uwemedino Akpan Abasiono                                                | 57"66       |
| 3000 m siepi (dettagli) | Mekides Demewoz                                                                   | 9'35"18     | Mercy Gitahi                                                              | 9'37"53     | Weynshet Ansa                                                           | 9'38"56     |
| Staffette |                                                                                   |             |                                                                           |             |                                                                         |             |
| 4×100 m (dettagli) | Nigeria Rosemary Chukwuma Joy Udo-Gabriel Mercy Ntia-Obong Jasper Bukola Adekunle | 44"16       | Sudafrica Patience Ntshingila Tamzin Thomas Tebogo Mamathu Taylon Bieldt  | 44"61       | Kenya Maureen Nyatichi Thomas Milcent Ndoro Maximila Imali Joan Cherono | 45"44       |
| 4×400 m (dettagli) | Nigeria Uwemedino Akpan Abasiono Patience Okon George Blessing Oladoye Rita Ossai | 3'30"32     | Botswana Oarabile Babolayi Tlhomphang Basele Oratile Nowe Amantle Montsho | 3'31"96     | Uganda Nasiba Nabirye Emily Nanziri Leni Shida Stella Wonruku           | 3'32"25     |
| Prove su strada |                                                                                   |             |                                                                           |             |                                                                         |             |
| Mezza maratona (dettagli) | Yalemzerf Yehualaw                                                                | 1 h 10'26"  | Degitu Azimeraw                                                           | 1 h 10'31 s | Meseret Belete                                                          | 1 h 12'08 s |
| Marcia 20 km (dettagli) | Emily Ngii                                                                        | 1 h 34'41"  | Grace Njue                                                                | 1 h 34'57"  | Yehualeye Beletew                                                       | 1 h 35'21 s |
| Salti |                                                                                   |             |                                                                           |             |                                                                         |             |
| Salto in alto (dettagli) | Rose Yeboah                                                                       | 1,84 m      | Rhizlane Siba                                                             | 1,81 m      | Ariyat Dibow Ubang                                                      | 1,81 m      |
| Salto con l'asta (dettagli) | Dorra Mahfoudhi                                                                   | 4,31 m      | Fatma Elbendary                                                           | 4,10 m      | Donia Ahmed El Tabagh                                                   | 4,00 m      |
| Salto in lungo (dettagli) | Ese Brume                                                                         | 6,69 m      | Deborah Acquah                                                            | 6,37 m      | Lynique Beneke                                                          | 6,30 m      |
| Salto triplo (dettagli) | Grace Chinonyelum Anigbata                                                        | 13,75 m     | Jamaa Chnaik                                                              | 13,69 m     | Zinzi Chabangu                                                          | 13,59 m     |
| Lanci |                                                                                   |             |                                                                           |             |                                                                         |             |
| Getto del peso (dettagli) | Olatoye Oyesade                                                                   | 16.61 m     | Ischke Senekal                                                            | 16.18 m     | Mieke Strydom                                                           | 14.64 m     |
| Lancio del disco (dettagli) | Chioma Onyekwere                                                                  | 59,91 m     | Yolandi Stander                                                           | 57,75 m     | Ischke Senekal                                                          | 53,95 m     |
| Lancio del martello (dettagli) | Laetitia Bambara                                                                  | 65.28 m     | Temi Ogunrinde                                                            | 64.68 m     | Sade Olatoye                                                            | 63.97 m     |
| Lancio del giavellotto (dettagli) | Kelechi Nwanaga                                                                   | 55,88 m     | Jo-Ane van Dyk                                                            | 55,38 m     | Sunette Viljoen                                                         | 53,44 m     |
| Prove multiple |                                                                                   |             |                                                                           |             |                                                                         |             |
| Eptathlon (dettagli) | Marthe Koala                                                                      | 5 866 p.    | Kemi Francis                                                              | 5 683 p.    | Nada Chroudi                                                            | 5 302 p.    |
| record mondiale; record mondiale stagionale; record africano; record dei Giochi; record nazionale; record personale; record personale stagionale. |                                                                                   |             |                                                                           |             |                                                                         |             |

## Medagliere
La nazione ospitante è evidenziata
| Posiz. | Nazione        | Oro | Argento | Bronzo | Totale |
| ------ | -------------- | --- | ------- | ------ | ------ |
| 1      | Nigeria        | 10  | 7       | 6      | 23     |
| 2      | Kenya          | 10  | 7       | 3      | 20     |
| 2      | Etiopia        | 5   | 5       | 8      | 18     |
| 4      | Algeria        | 5   | 1       | 1      | 7      |
| 5      | Burkina Faso   | 3   | 2       | 0      | 5      |
| 6      | Botswana       | 3   | 1       | 0      | 4      |
| 7      | Egitto         | 2   | 5       | 4      | 11     |
| 8      | Tunisia        | 2   | 1       | 2      | 5      |
| 9      | Ghana          | 2   | 1       | 1      | 4      |
| 10     | Sudafrica      | 1   | 6       | 10     | 17     |
| 11     | Costa d'Avorio | 1   | 1       | 1      | 3      |
| 12     | Gambia         | 1   | 1       | 0      | 2      |
| 13     | Zambia         | 1   | 0       | 0      | 1      |
| 14     | Marocco        | 0   | 6       | 5      | 11     |
| 15     | Gibuti         | 0   | 1       | 0      | 1      |
| 15     | Eritrea        | 0   | 1       | 0      | 1      |
| 17     | Uganda         | 0   | 0       | 2      | 2      |
| 18     | Benin          | 0   | 0       | 1      | 1      |
| 18     | Mauritius      | 0   | 0       | 1      | 1      |
| 18     | Senegal        | 0   | 0       | 1      | 1      |
| Totale | Totale         | 46  | 46      | 46     | 138    |